# Basílica de Santa Teresa (Alba de Tormes)

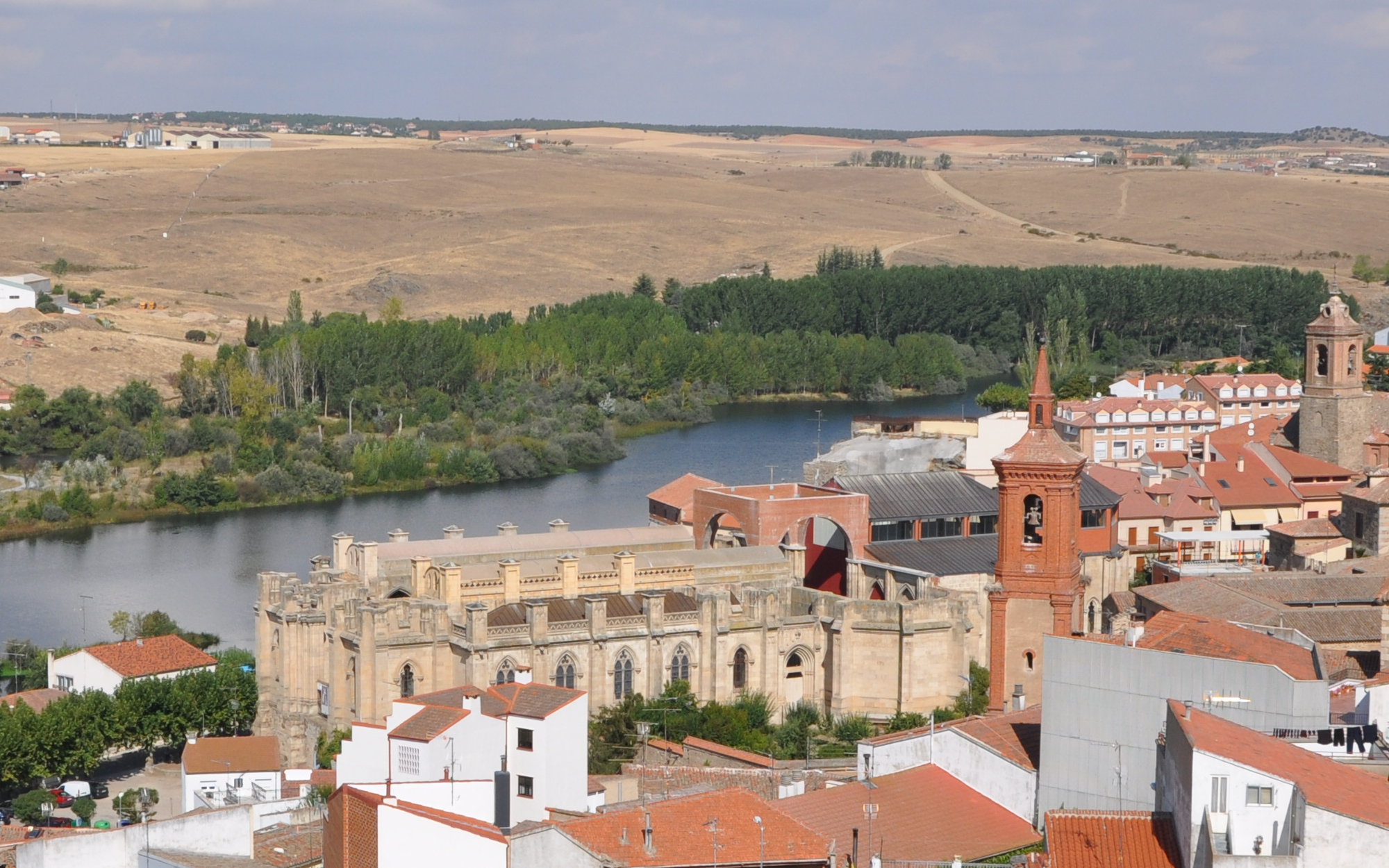
Vista desde el torreón del castillo

La basílica de Santa Teresa de Jesús es un templo religioso de la villa ducal de Alba de Tormes, (Salamanca).

## Historia
Templo inacabado de estilo neogótico. Fue concebido por Enrique María Repullés y Vargas para albergar los restos de Santa Teresa de Jesús y acoger a los miles de peregrinos que acuden a visitarlos, un proyecto grandioso, con más de 3100 m² de extensión, naves de once metros de altura con numerosas capillas laterales.
Las obras comenzaron oficialmente el 1 de mayo de 1898. Impulsó el proyecto el obispo Tomás Cámara, que consiguió movilizar a la sociedad salmantina con una carta pastoral titulada «Santa Teresa nos pide una basílica». A pesar de que en el momento de las obras se contaba con una financiación que cubría prácticamente el presupuesto del templo, las grandes dificultades del terreno, situado junto al río Tormes, multiplicaron los gastos de cimentación, limitando el desarrollo futuro de la obra. Durante la II República, en el año 1933, las obras se interrumpen de forma definitiva.
El 8 de noviembre de 2007, el obispo de Salamanca, Carlos López Hernández, firmó el acta de replanteo con el arquitecto Ricardo Pérez Rodríguez-Navas y el constructor y director de la obra Jesús Yáñez, acto que daba inicio a la reanudación de las obras de la basílica, cuyo objetivo era cubrir el ábside y el presbiterio, llegando hasta el crucero. Si la idea que ofrecía el antiguo proyecto de Repullés era «entrar en el Castillo Interior», en este nuevo proyecto de Pérez Rodríguez-Navas se trata de hacer un homenaje a la espiritualidad cristiana. La simbología que mejor lo expresa será la luz que inundará la Basílica desde las vidrieras que coronan el templo. Los motivos de estas cristaleras se centrarán en Teresa de Jesús y todas sus fundaciones y un conjunto de mujeres espirituales, y santas, que pueden resumir la espiritualidad cristiana: Catalina de Siena, Brígida, Isabel de Portugal, Gertrudis de Helfta, Teresa Benedicta de la Cruz, Teresita del Niño Jesús, Rosa de Lima, Maravillas de Jesús, Juliana de Cornillon, Clara de Asís, Eduviges de Andechs y Escolástica. La cubierta se ha hecho de madera vista laminada, cierres de ladrillo y planchas de cobre.
A principios del 2010 se termina esta fase de las obras y se aparca el proyecto por dificultades de presupuesto y el impacto de la crisis económica. Los trabajos realizados han permitido cerrar 1000 m² del templo que se podrán utilizar para celebraciones religiosas, con la posibilidad de realizar obras progresivamente.